# 地熱能發電
地熱能發電（英語：Geothermal power）是指以地熱能為動力來源，以驅動發電機產生電力。地熱能發電技術主要可分為乾蒸汽（Dry Steam）、閃發蒸汽（Flash Steam），以及雙循環（Binary cycle）三種。目前全球已有29個國家或地區有地熱能發電營運，截至2019年底總裝機容量為15,400 MW。裝置量領先的國家包括美國、印度尼西亞、菲律賓、新西蘭等。
根據地熱能協會（Geothermal Energy Association，簡稱GEA）估計，目前全球地熱能僅利用總潛能6.9%，政府間氣候變化專門委員會估計全球地熱能潛能在35 GW至2 TW之間。地熱能發電被認為是一個可持續發展的可再生能源，因為其提取的熱量僅占地球內部熱能很小的一部分。地熱能發電站的溫室氣體排放量平均約為每千瓦·時45克二氧化碳，不到傳統燃煤電廠排放量的5%。

## 發展沿革
地熱能發電起源於20世紀初期。1904年7月4日，皮耶羅·吉諾里·孔蒂（義大利語：Piero Ginori Conti）在義大利拉德雷洛測試了全球第一台地熱發電機，成功點亮了四個燈泡，之後當地於1911年建立第一座地熱能發電站。1920年代日本別府與美國加州建造地熱能發電實驗機組。1958年，新西蘭懷拉基發電站為第一座使用閃發蒸汽（Flash Steam）技術的地熱能發電站。1960年，太平洋瓦斯與電力公司在美國加州建立地熱能發電站。1967年，蘇聯首次展示雙循環（Binary cycle）地熱能發電站；美國於1981年發展雙循環地熱能發電站。2006年，位於美國阿拉斯加切納溫泉的雙循環地熱能發電站，使用57°C（135°F）的工作流體，創下最低溫度記錄。

## 發電站類型

### 乾蒸汽
乾蒸汽（Dry Steam）是最簡單，最古老的設計。這種類型的發電站並不常見，因為地殼中有可直接利用的乾蒸汽之地點不易尋得。使用乾蒸汽之地熱能發電設施最簡單，且效率最高。使用乾蒸汽之地熱能發電直接使用超過150°C的地熱蒸汽來推動渦輪發電機，當渦輪旋轉時，它為發電機提供動力，然後產生電力並且輸出，使用後的蒸汽被排放到冷凝器。在這裡蒸汽冷卻成水。水冷卻後，經由管道將冷凝後的水導回深井，以便吸收地底的熱能，並再次利用。

### 閃發蒸汽
閃發蒸汽（Flash Steam）適用於地層中的流體為水汽混合型態，為目前最常見之地熱能發電站類型。此類型發電站需要流體溫度至少180°C，甚至更高。流體在自身壓力下，流經管道至分離器（Separator），在此由於壓力下降而產生閃蒸現象，於此將蒸汽與水分離，並將蒸汽用於推動渦輪發電機。剩餘的水和冷凝的蒸汽都可以注入回到地層中，從而成為可重複利用的可再生能源。

### 雙循環
雙循環（Binary cycle）並不是直接使用地層中的流體來推動發電機，而是利用較低沸點的工作流體來推動渦輪發電機，此種形式的地熱能發電站有逐漸增加的趨勢。工作流體在常溫下為液態，其管路與地熱源管路不相通，兩者經由熱交換器將地層中流體的熱能傳遞至工作流體，使得工作流體轉為氣態，藉以推動渦輪發電機。此形式的流程稱為朗肯循環（Rankine cycle），若是工作流體為有機化合物，則稱為有機朗肯循環（Organic Rankine cycle，簡稱ORC）。這種類型的站的熱效率通常約為10～13%，通常機組越大效率越高，目前國內廠商有漢力，國外則有Ormat、Turboden、Orcan Energy、大陸天加收購的Xergy，其中Ormat、Turboden、Xergy主要都是MW級以上廠商，漢力提供的ORC 從10KW ~ 1500KW都有。Orcan Energy 提供50 KW~200KW的模組化ORC。